# 1763년 선언

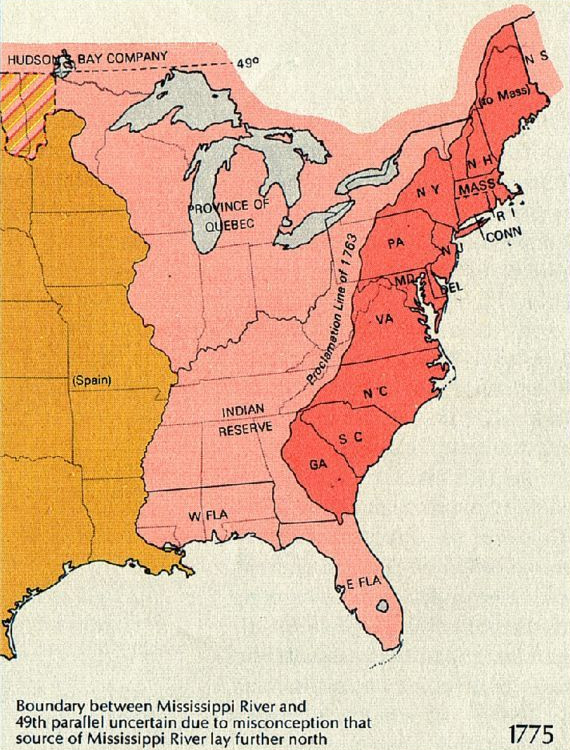
북미 동부. 1763년 선언으로 빨간색과 분홍색 착색 부의 경계가 당겨졌다.

1763년 선언(영어: Royal Proclamation of 1763)는 프렌치 인디언 전쟁, 7년 전쟁의 종결에 따라 북아메리카의 프랑스령 식민지를 획득하게 된 영국이 1763년 10월 7일, 국왕 조지 3세의 이름으로 발표한 선언이다. 선언의 목표는 영국의 광대한 북미 영토를 조직화하고 서쪽 변방의 모피 무역 정착 및 토지의 규칙을 정하고, 북미 인디언과의 관계를 안정시키고자 하는 것이었다. 기본적으로 미국 식민지인에 대해서는 애팔래치아산맥의 서쪽으로 이주 및 토지 구입을 금지시켰다. 또한 이 선언은 미국 원주민에게 구입한 토지를 영국 왕실이 독점 거래할 수 있는 권리를 선언한 것이다. 그러나 이 선언은 이미 해당 지역에 토지를 소유하고 있던 많은 식민지 정착민들의 분노를 사게 되었다.

## 원주민 토지
1763년 시점에서 대영 제국이 직면한 가장 큰 문제는 〈1763년 파리 조약〉으로 프랑스에게 획득한 영토에 사는 북미 인디언과의 평화를 유지하는 것이었다. 특히 오대호 지역에 사는 많은 원주민은 프랑스와 오랫동안 긴밀한 관계를 이어오고 있었으며, 영국의 지배 하에 들어간 것을 혼란스러워 하였다. ‘폰티액 전쟁’(1763-1766)은 이전 프랑스가 영유권을 주장하던 땅을 영국이 점유하는 것을 막기 위해 원주민들이 일으킨 전쟁이었지만, 실패로 끝났다. 〈1763년 선언〉은 ‘폰티액 전쟁’ 이전에 발효되어 있었지만, 분쟁의 발발로 서둘러 시행하게 되었다. 영국 정부 관리는 미국 인디언이 영국의 지배를 인정하면 적대적 행동을 억제할 것이라고 생각했다.
이 선언은 대서양 해안에 있는 영국 식민지와 애팔래치아산맥 서쪽 인디언 소유의 땅과의 경계를 확정한 것이다. ‘선언 라인’(proclamation line)은 백인과 미국 인디언 사이의 영구적인 경계를 의도한 것이 아니라, 단계별 법적 수단으로 더 서쪽으로 이용가능한 토지를 늘여가기 위한 임시적인 방책이었다. 미국 인디언의 땅을 놓고 과거에 문제를 일으켰던 사적인 거래를 금지시키고, 대신 “해당 인디언과의 공적인 집회 또는 의회에서” 영국 관리가 토지 거래를 할 것으로 했다. 또한 식민지 사람들이 선언 라인을 넘어선 이동과 정착을 금지하고, 식민지 관리는 본국의 승인 없이는 토지의 소유권을 습득할 수 없도록 했다. 이 선언은 영국 왕실에 미국 인디언에 대한 독점적 토지매입 권리를 부여한 것이었다.
역사학자 콜린 캘러웨이는 “이 선언이 민족의 주권을 인정한 것인지, 또는 조금씩 침식해 가기로 했었는지에 대해서는 모두 부정적이다”라고 말했다. 선언의 문맥에서, 모든 땅이 궁극적으로 영국에 속하는 것으로 생각된 것은 분명하다. 그러나 이 선언에서 원주민이 과거에 점유하고 있던 토지에 대한 어떤 권리가 있고, 다른 한편으로 원주민의 주장에 관계없이 영국이 땅의 전매를 실시한 중요한 선례가 되었다.
이 선언 후 곧바로 많은 영국인 식민지 사람이나 토지 투기자들은 선언 라인에 이의를 제기했다. 이미 선언 라인을 넘어 많은 이주민이 들어가 있고(폰티액 전쟁 때 일시적으로 퇴거한 사람도 있다), 아직 많은 토지에 관한 소송이 제기되지 않았다. 실제로 선언 자체는 ‘7년 전쟁’에 종군한 영국군 병사에게 땅을 소유하도록 한 것이었다. 저명한 미국의 식민지와 영국 땅 투기업자가 짜고 영국 정부를 압박하여, 선언 라인을 서쪽으로 움직이려 했다. 그 결과, 경계는 미국 인디언과의 일련의 협약에 의해 조정되게 되었다. 《스탠 윅스 요새 조약》, 《하드 워크 조약》(모두 1768년) 및 《롯하바 조약》(1770년)으로 현재의 웨스트버지니아와 켄터키 지역 대부분에 영국인들의 정착이 가능해졌다.

## 새로운 식민지 조직
1763년 선언은 식민지 확장에 대한 계약을 한 것 외에도, 새롭게 획득한 옛 프랑스령의 관리 방법도 결정했다. 4개 지역에 대해 정부를 구성했다. 퀘벡, 서부 플로리다, 동부 플로리다 및 그레나다이다. 이 지역은 영국 정부가 지명한 총독 또는 위원회에서 의회 의원을 선출하는 것이 인정되어, 영국과 식민지 법에 따라 그 지역 고유의 법률과 조례를 만들게 되었다. 한편, 새로운 식민지는 영국 본국 태생민과 동일한 권리를 누리게 되었지만, 이것은 미국의 영국인 식민지 사람이 권리 획득을 위해 몇 년간 투쟁을 한 결과였다. 영국인 식민지인에게 더 모욕적인 행위는 민사 및 형사 법원이 항소 권한까지 대비하여 설립된 것이었다. 식민지는 1764년의 《설탕법》이나 1765년의 《인지세법》을 위반하여 기소당한 사람은 해사 법원에 넘겨져, 피혐의자가 결백을 증명하기 전까지는 유죄로 취급되었다.

## 유산
1763년 선언이 미국 독립 전쟁(1775-1783)에 미친 영향에 대해서는 다양하게 해석되고 있다. 많은 사학자들이 앞서 언급한 바와 같이 여러 조약으로 정착할 수 있는 땅이 넓어졌기 때문에, 1768년 이후의 긴장 관계의 주요 원인은 아니었다고 말하고 있다. 그러나 식민지 사람들의 분노를 사서 식민지와 모국 간의 결별 원인이 되었다고 주장하는 사학자도 있다.
미국에서는 〈1783년 파리 조약〉으로 문제의 땅이 영국이 아니라 미국에 위임되었기 때문에, 〈1763년 선언〉은 효력을 잃었다. 이후 미국 정부는 변방의 폭력을 저지하는 큰 문제에 직면하게 되고, 결과적으로는 〈1763년 선언〉과 유사한 정책을 채택하게 되었다. 일련의 인디언 우호법의 첫 번째는 1790년에 결의된 미국 원주민의 땅에서의 불법 거래 및 통행을 금지시킨 것이다. 또한 1823년의 존슨 대 매킨토시의 대법원 판례에서 사람이 아니라 미국 정부만 미국 원주민의 토지를 구입할 수 있도록 하였다.
〈1763년 선언〉은 영국령 북미, 특히 어퍼 캐나다와 루퍼트 랜드의 원주민 고유의 영토에 대해서는 유효했다. 이 선언은 캐나다의 원주민, 퍼스트 네이션스, 이누이트 및 메티스의 토지에 관한 소유권 주장의 기초가 되고 있다. 1763년 선언은 “캐나다 권리 자유 헌장” 제 25장에 언급되어 있다.

## 참고 서적
- Abernethy, Thomas Perkins. Western Lands and the American Revolution. Originally published 1937. New York: Russell & Russell, 1959.
- Calloway, Colin. The Scratch of a Pen: 1763 and the Transformation of North America. Oxford University Press, 2006. ISBN 0-19-530071-8.
- Roth, Christopher F. (2002) "Without Treaty, without Conquest: Indigenous Sovereignty in Post-Delgamuukw British Columbia." Wicazo Sa Review, vol. 17, no. 2, pp. 143–165.

## 같이 보기
- 인디언 이주
- 북서부 영토